# ライヴ・ブートレッグ
『ライヴ・ブートレッグ』（Live! Bootleg）は、エアロスミスが1978年に発表したライヴ・アルバム。

## 解説
バンドにとって初のライヴ・アルバム。オリジナルLPは2枚組だったが、CDでは1枚にまとめられた。
1977年から1978年にかけて行われたアメリカ・ツアーの音源を中心に収録しているが、ヤードバーズ等の演奏でも知られるスタンダード・ナンバー「アイ・エイント・ガット・ユー」と、ジェームス・ブラウンのカヴァー「マザー・ポップコーン」は、デビュー当時にバンドの拠点であるボストンで行われた演奏。アルバムのライナーノーツには、各曲についてバンドによる短いコメントと、公演日・公演地が記載されている。
ビートルズのカヴァー「カム・トゥゲザー」のスタジオ・ヴァージョンは、エアロスミスが出演した映画『サージャント・ペッパー』（1978年公開）のサウンドトラックに提供されており、同年にシングル・カットされ、全米23位に達した。リチャード・スパ作の「チップ・アウェイ・ザ・ストーン」は、エアロスミスのスタジオ・アルバムには未収録の楽曲で、シングルとして発表されると全米77位に達し、スタジオ・ヴァージョンはコンピレーション・アルバム『ジェムズ』（1989年）で初収録となった。

## 収録曲
1. バック・イン・ザ・サドル - Back in the Saddle (Steven Tyler, Joe Perry) - 4:25
  - 1977年7月4日、インディアナポリス公演
2. スウィート・エモーション - Sweet Emotion (Tyler, Tom Hamilton) - 4:42
  - 1978年3月23日、シカゴ公演
3. 支配者の女 - Lord of the Thighs (Tyler) - 7:18
  - 1978年3月23日、シカゴ公演
4. 闇夜のヘヴィ・ロック - Toys in the Attic (Tyler, Perry) - 3:45
  - 1978年3月28日、ボストン公演
5. ラスト・チャイルド - Last Child (Tyler, Brad Whitford) - 3:14
  - 1978年8月9日、ボストン公演
6. カム・トゥゲザー - Come Together (John Lennon, Paul McCartney) - 4:51
  - 1978年8月21日、ウォルサム公演
7. ウォーク・ディス・ウェイ - Walk This Way (Tyler, Perry) - 3:46
  - 1978年4月2日、デトロイト公演
8. シック・アズ・ア・ドッグ - Sick as a Dog (Tyler, Hamilton) - 4:42
  - 1977年7月4日、インディアナポリス公演
9. ドリーム・オン - Dream On (Tyler) - 4:31
  - 1977年7月3日、ルイビル公演
10. チップ・アウェイ・ザ・ストーン - Chip Away the Stone (Richard Supa) - 4:12
  - 1978年4月8日、サンタモニカ公演
11. サイト・フォー・ソア・アイズ - Sight for Sore Eyes (Tyler, Perry, Jack Douglas, David Johansen) - 3:17
  - 1978年2月24日、コロンバス公演
12. ママ・キン - Mama Kin (Tyler) - 3:43
  - 1977年7月4日、インディアナポリス公演
13. エアロスミス、S.O.S. - S.O.S. (Too Bad) (Tyler) - 2:46
  - 1977年7月4日、インディアナポリス公演
14. アイ・エイント・ガット・ユー - I Ain't Got You (Calvin Carter) - 3:56
  - 1973年4月23日、ボストンでのギグ
15. マザー・ポップコーン - Mother Popcorn (James Brown, Pee Wee Ellis) - 11:35
  - 1973年4月23日、ボストンでのギグ
  - クレジットには明記されていないが、トラック15の後半には「ドロー・ザ・ライン」(Draw the Line)の1978年のライヴ・ヴァージョンが収録されている。
16. トレイン・ケプト・ア・ローリン / 夜のストレンジャー - Train Kept A-Rollin'/Strangers in the Night (Tiny Bradshaw, Howard Kay, Lois Mann)/(Bert Kaempfert, Charlie Singleton, Eddie Snyder) - 4:51
  - 1978年4月2日、デトロイト公演

## 参加ミュージシャン
- スティーヴン・タイラー - ボーカル、ハーモニカ
- ジョー・ペリー - ギター、ボーカル
- ブラッド・ウィットフォード - ギター
- トム・ハミルトン - ベース
- ジョーイ・クレイマー - ドラムス、パーカッション

ゲスト・ミュージシャン
- マーク・ラディス - キーボード、バッキング・ボーカル
- デヴィッド・ウッドフォード - サックス(on "Mother Popcorn")